# Canal de Berdún (geografía)
La canal de Berdún es una depresión geográfica situada en la comarca de la Jacetania, en la comunidad autónoma de Aragón (España). Esta depresión se extiende desde Jaca hasta Yesa (Navarra) y está recorrida por el río Aragón que está represado en el embalse de Yesa que inunda 2400 hectáreas de la depresión.
Esta depresión longitudinal ubicada en pleno Pirineo está limitada por las sierras Interiores del Pirineo, al norte las de Leyre y Orba, y por las sierras Exteriores al sur, Peña Oroel y San Juan de la Peña. Mantiene una altitud que varía entre los 600 y los 750 metros. Históricamente ha sido una importante vía de comunicación entre los valles pirenaicos y la comunicación entre la península Ibérica y el continente. Por ella pasa un tramo de la vía romana que iba desde  Caesaraugusta, actual Zaragoza, a Bearne en Francia, atravesando el puerto de Somport. siendo parte del ramal original de la ruta francesa del Camino de Santiago, la que viene del puerto del Somport.
El hecho de ser una ruta natural importante ha dado lugar a la generación de un relevante patrimonio monumental entre el que hay que destacar dos centros religiosos relevantes, ambos panteones reales. Estos son el monasterio de San Juan de la Peña, panteón real de los reyes de Aragón, y el Monasterio de San Salvador de Leyre, panteón real de los reyes del reino de Pamplona, anterior al reino de Navarra.

## Comunicaciones
El territorio de la canal está recorrido por dos carreteras principales: la carretera nacional N-240 que une Pamplona con Jaca y la A-132 que va desde Puente la Reina a Huesca pasando por Bailo. La A-1601 enlaza con Sos del Rey Católico y la A-134, que por Sigüés comunica el valle navarro del Roncal. En Santa Cilia hay un aeródromo.

## Ayuntamientos y pueblos
En los terrenos de la canal de Berdún están asentados cuatro ayuntamientos que conforman la mancomunidad de la Canal de Berdún. Estos municipios engloban varios pueblos cada uno de ellos. Estos son:
- Ayuntamiento de Bailo, que comprende los pueblos de Bailo, Arrés, Alastuey, Arbués y Larués
- Ayuntamiento de Canal de Berdún, que comprende los pueblos de Berdún, Biniés, Martés, Majones y Villarreal de la Canal.
- Ayuntamiento de Puente la Reina de Jaca, que comprende los pueblos de Javierregay, Puente la Reina y Santa Engracia.
- Ayuntamiento de Santa Cilia, que comprende los pueblos de Santa Cilia y Somanés.
- Ayuntamiento de Santa Cruz de la Serós, que comprende los pueblos de Santa Cruz de la Serós y Binacua.

Hay otros municipios que no forman parte de la mancomunidad pero que también están asentados en terrenos de la Canal, como el navarro de Yesa, en donde se ubica la presa del embalse del mismo nombre, y los zaragozanos de Mianos, Sigüés y Artieda.

## Riqueza natural y monumental
La variedad de ecosistemas que existen en tierras de la canal de Berdún dan una gran riqueza ornitológica. Dependiendo de la altura se da una vegetación diferente, así en los altos valles del Pirineo la población vegetal es típicamente mediterránea con abundantes bosques de encina y quejigo, mientras que en las sierras exteriores hay pinares y bojes y en la planicie que forma la parte baja de la canal se da el cultivo de cereal. No hay que dejar a un lado la importancia de la masa acuática del embalse de Yesa, llamado "el mar de los Pirineos". Estos diferentes ecosistemas son fuente de una rica biodiversidad.
La riqueza ornitológica ha sido la base para la creación de una ZEPA en el año 2001 por la importancia de la misma. Se ha detectado, sólo entre las rapaces, quebrantahuesos, milano real, azor, alimoche, aguiluchos, cernícalo común, buitre leonado, búho real  y diversas clases de águilas, como calzada, perdicera y real. Hay que destacar la importancia de la zona para la migración de aves.
En toda el área de la Canal se Berdún se han encontrado restos romanos de todo tipo, desde los restos de  la vía romana que iba desde  Caesaraugusta, actual Zaragoza, a Bearne en Francia, atravesando el puerto de Somport. y yacimientos romanos como el de El Forau de la Tuta o Campo de la Virgen
El románico es el estilo arquitectónico más relevante de estas tierras, ya que están recorridas en toda su longitud por el histórico Camino de Santiago Francés. En castillos, ermitas y puentes se pueden encontrar restos de este tipo de construcción. Destacan con nombre propio el monasterio de San Juan de la Peña y el de Leyre, ambos joyas del románico. También hay que nombrar las iglesias de Santa María y San Caprasio de Santa Cruz de la Serós; hay muchas pequeñas ermitas románicas por todos los pueblos de la canal. 
En otros estilos están la iglesia de Santa Eulalia en Berdún y la de Martés que son góticas, las iglesias de Santa Engracia, Biniés y Larués barrocas y el retablo renacentista de Santa Cilia.